# شهرستان زنامنسکی (استان اریول)
شهرستان زنامنسکی (به لاتین: Znamensky District) یک شهرستان در روسیه است که در استان اریول واقع شده‌است.